# The Fugs
The Fugs est un groupe américain de rock underground, originaire de New York. Il est formé en 1965 par les poètes Ed Sanders et Tuli Kupferberg, avec Ken Weaver à la batterie. Ils sont rapidement rejoints par Peter Stampfel et Steve Weber des Holy Modal Rounders. Kupferberg a nommé le groupe d'après un néologisme euphémiste venant du mot fuck, utilisé par Norman Mailer dans son roman Les Nus et les Morts.
The Fugs est considéré comme « possiblement le premier groupe de rock underground de tous les temps » par AllMusic.

## Historique
The Fugs expriment leurs opinions politiques, notamment à propos des guerres menées par les États-Unis, par la satire et l'autodérision. Ils prennent notamment part au mouvement de contestation de la guerre du Vietnam puis, à partir des années 1980, des guerres dans lesquelles leur pays est impliqué. Les paroles franches et humoristiques du groupe, à propos de sexe, de drogue et de politique, engendrent de nombreuses réactions hostiles. La plus considérable est celle du FBI dans leur dossier de 1969 sur The Doors, où il qualifie 11 chansons du premier album des Fugs de « vulgaires et répugnantes et [...] très suggestives. »
Leur participation en 1967 à la manifestation du Pentagone est rapportée dans le roman historique Les Armées de la nuit (The Armies of the Night) de Norman Mailer.
Après avoir poursuivi des carrières individuelles, Sanders et Kupferberg décident de reformer le groupe en 1984 en faisant plusieurs concerts de réunification. Les Fugs ont joué leur premier véritable concert en tant que groupe reformé le 15 août 1988 à la Byrdcliff Barn à Woodstock, dans l'état de New York. Le groupe était alors composé du guitariste et chanteur Steve Taylor, également assistant de Allen Ginsberg au Naropa Institute, du batteur et chanteur Coby Batty, du bassiste Mark Krammer, du guitariste Vinny Leary (qui avait contribué aux deux premiers albums des Fugs), et du bassiste et claviériste Scott Petito. Dans les années suivantes, les Fugs reformés jouent de nombreuses fois aux États-Unis et en Europe.
En 1994, le groupe veut faire une série de concerts à Woodstock, dans l'état de New York (où Sanders avait vécu pendant de nombreuses années) afin de commémorer le Festival de Woodstock de 1969. Ils apprennent que des promoteurs ont l'intention d'organiser le Festival de Woodstock 1994 au mois d'août et qu'il serait bien plus contrôlé et avec une optique commerciale que celui de 1969. Par conséquent, les Fugs décident d'organiser leurs propres concerts en août 1994 sous le nom de "The Real Woodstock Festival", conservant davantage l'esprit de l'original. Sanders, Kupferberg, Taylor, Batty et Petito jouent dans cette série de concerts avec Amy Fradon et Leslie Ritter en accompagnement vocal et quelques apparences sur scène de Allen Ginsberg. En 2003, le groupe sort The Fugs Final CD (Part 1), qui est bien reçu par le public. En 2004, les Fugs enregistrent leur dernier album, Be Free : The Fugs Final CD (Part 2).
En 2008, leur titre CIA Man figure dans la bande-son du film Burn After Reading des frères Coen. En 2009, Kupferberg subit deux accidents vasculaires cérébraux et son état s'aggrave, ce qui ralentit la production de Be Free. En février 2010, un concert en l'honneur de Kupferberg est organisé à New York, et rassemble notamment le reste des membres des Fugs, Lou Reed, Patti Smith, Sonic Youth et le guitariste Lenny Kaye, entre autres. Be Free : The Fugs Final CD (Part 2) sort finalement le 23 février 2010. Sa jaquette représente un escargot en train de lire le poème Howl de Allen Ginsberg, l'un des fondateurs de la Beat Generation. L'album est produit par Steve Taylor et Ed Sanders.
Kupferberg meurt le 12 juillet 2010 à Manhattan, à l'âge de 86 ans. En 2008, dans l'une de ses dernières interviews, il déclare au magazine Mojo : « Personne ayant vécu dans les années 1950 n'a pensé que les années 1960 auraient pu exister. Donc il y a toujours de l'espoir. »
Les membres restant des Fugs ont toujours l'intention de poursuivre leurs performances de temps à autre. Le 11 juin 2011, ils jouent au Queen Elizabeth Hall à Londres, lors de l'annuel Meltdown Festival, organisé cette année-là par Ray Davies du groupe The Kinks. Leur performance reçoit une critique de 4 étoiles par le périodique The Guardian. Le groupe joue au Beachland Ballroom de Cleveland le 30 novembre 2012 et la nuit suivante, le 1er décembre 2012 au City Winery de Chicago.

## Membres
À plusieurs reprises dans les années 1960, les membres originaux du groupe, Ed Sanders, Tuli Kupferberg et Ken Weaver étaient rejoints par d'autres, dont des musiciens de studios et des membres d'autres groupes. Parmi eux, on note Stampfel et Weber, mais aussi le bassiste John Anderson, le guitariste Vinny Leary, le guitariste Peter Kearney, le claviériste Lee Crabtree, le guitariste Jon Kalb, le guitariste Stefan Grossman, le chanteur et guitariste Jake Jacobs, le guitariste Eric Gale, le bassiste Chuck Rainey, le claviériste Robert Banks, le bassiste Charles Larkey, le guitariste Ken Pine, le guitariste Danny Kortchmar, le clarinettiste Perry Robinson, le bassiste Bill Wolf et le batteur Bob Mason.
Entre 1985 et 2010, The Fugs est composé des membres fondateurs Sanders et Kupferberg en tant qu'auteurs-compositeurs-interprètes ; du guitariste et compositeur Steve Taylor, un collaborateur de longue date de Allen Ginsberg ; de l'auteur-compositeur et percussionniste Coby Batty ; et du musicien et producteur Scott Petito. Depuis la mort de Kupferberg en 2010, les quatre autres membres officient toujours au sein du groupe.

## Discographie

### Albums studio
- 1965 : The Fugs First Album (sorti à l'origine sous le nom de The Village Fugs Sing Ballads of Contemporary Protest, Point of Views, and General Dissatisfaction chez Folkways Records puis sous son nouveau nom chez ESP-Disk en 1966, version rééditée sur CD en 1994 par Fantasy)[1])
- 1966 : The Fugs (ESP-Disk ; réédité sur CD en 1994 chez Fantasy sous le nom de The Fugs Second Album)
- 1967 : Virgin Fugs (ESP-Disk (vraisemblablement non autorisé ; morceaux non conservés enregistrés lors des sessions d'enregistrement du premier album)
- 1968 : Tenderness Junction (Reprise Records)
- 1968 : It Crawled into My Hand, Honest (Reprise Records)
- 1969 : The Belle of Avenue A (Reprise Records)
- 1985 : No More Slavery
- 1986 : Star Peace

### Albums live et compilations
- 1970 : Golden Filth (concert au Fillmore East ; Reprise Records)
- 1975 : Fugs 4, Rounders Score, ESP-Disk (album non autorisé de compilation avec des morceaux des Holy Modal Rounders), enregistré en 1965-1966
- 1982 : The Fugs Greatest Hits Vol.1 (PVC Records)
- 1984 : Refuse to Be Burnt Out (concert de réunion du groupe)
- 1984 : Baskets of Love
- 1989 : Fugs Live in Woodstock
- 1992 : Songs from a Portable Forest
- 1994 : Fugs Live From The 60s (Ace Records)
- 1995 : The Real Woodstock Festival (2 CD)
- 2003 : The Fugs Final CD (Part 1)
- 2010 : Be Free : The Fugs Final CD (Part 2)